# Bier in Duitsland

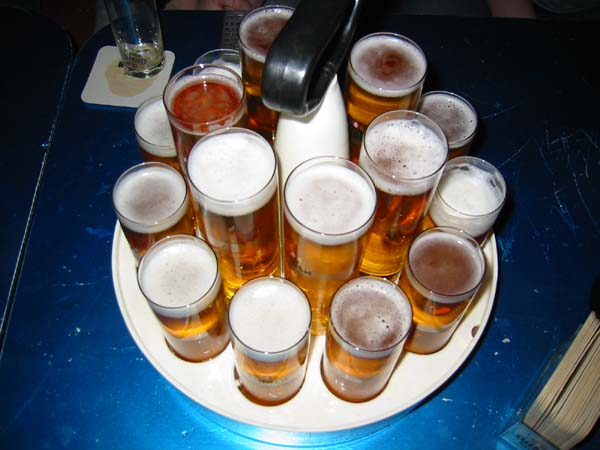
Een Kranz met Kölsch-bier

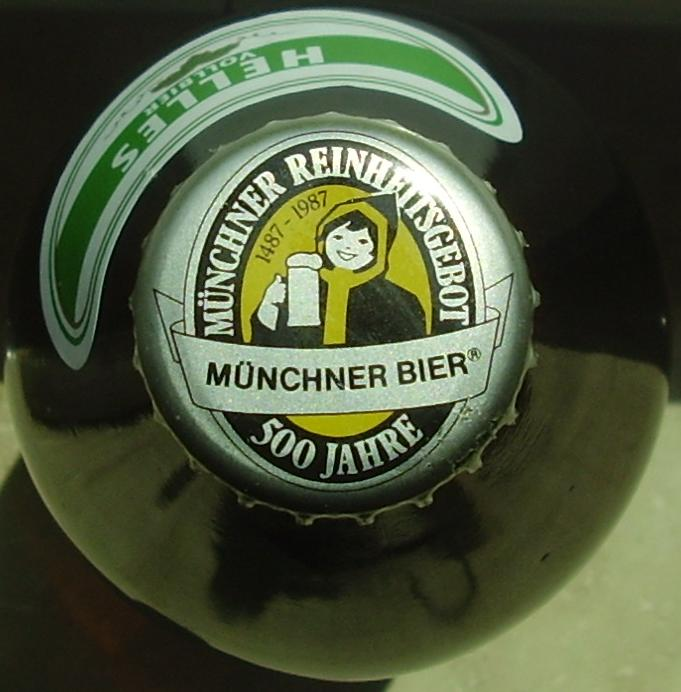
Bier dat voldoet aan het reinheitsgebot

Bier is veruit de populairste drank in Duitsland en onlosmakend verbonden met de Duitse cultuur. Duitsland is de grootste bierproducent en -consument van Europa en staat op de derde plaats in de wereld met een consumptie van 107 liter per inwoner per jaar.

## Geschiedenis
In 736 was er al sprake van een gegiste drank op basis van gerst in Geisenfeld in Beieren en een document uit 766 handelt over een bierlevering van de abdij van Sankt Gallen in Geisingen aan de Donau. Kloosters speelden een belangrijke rol in de bierproductie in de Middeleeuwen. Sommige hedendaagse bekende biermerken zijn vernoemd naar religieuze gemeenschappen, zoals bijvoorbeeld Paulaner en Franziskaner. In de vroege Middeleeuwen vond het bierbrouwen vooral in kloosters plaats maar dit verlegde zich later naar kleinere familiebedrijven waar vooral de vrouwen het bier brouwden. In 1376 waren er in Hamburg alleen al 457 brouwerijen.
Het gebruik van hop in plaats van gruit brak pas in de 16de eeuw door. In 1516 werd door de Beierse hertogen Willem IV en Lodewijk X tijdens de vergadering van de Bondsdag in Ingolstadt het Reinheitsgebot opgesteld waar in stond dat enkel gerstemout, hop en water gebruikt mocht worden voor het brouwen van bier. Soortgelijke besluiten waren eerder al genomen in 1487 door graaf Albrecht IV voor München en in 1493 voor het hertogdom Landshut. Dit besluit was in het eigen voordeel van de Beierse Koninklijke familie omdat deze het alleenrecht op de teelt en distributie van gerst bezat en zo hun monopolie niet bedreigd zag door het gebruik van andere granen en suikers. Tarwebier werd net zoals tarwebrood gezien als een lekkernij voor de aristocratie en was enkel voor de heersers voorzien. Na de samenvoeging van de vorstendommen in 1871 gold het Reinheitsgebot voor geheel Duitsland. De Koninklijke familie verloor de macht over het brouwen volledig toen ze ten gevolge van de Eerste Wereldoorlog afstand deden van de troon. De verplichting te brouwen volgens het Reinheitsgebot als zodanig bestaat feitelijk sinds 1987 niet meer. Desondanks houden veel Duitse brouwerijen zich nog aan deze traditie.
In de vijftiende eeuw eigenden de baronnen van Degenberg zich het recht tot het brouwen van tarwebieren toe dat ze later overdroegen aan het vorstenhuis Wittelsbach. Hun hofbrouwerij, het Staatliches Hofbräuhaus werd in 1589 in München geopend en produceerde in de eerste helft van de volgende eeuw grote hoeveelheden tarwebier. Op zekere ogenblik waren er ongeveer 30 Koninklijke brouwerijen in Beieren. Het gewone volk kon enkel bier van gerst drinken omdat de Koninklijke familie weigerde tarwe vrij te geven voor de bierproductie. Tarwebier kwam pas op de vrije markt toen de Koninklijke familie in 1850 de licentie verstrekte aan de Münchense brouwer Georg Schneider. De familiale brouwerij Weisses Bräuhaus G. Schneider & Sohn brouwt nog steeds tarwebieren. Het bovengistend tarwebier werd bijna volledig verdrongen toen in de negentiende eeuw het brouwen van lagerbieren tot ontwikkeling kwam maar onderging een wederopstanding in de jaren 1980.
Vanaf de vijftiende eeuw probeerde men bier bij lage temperaturen in grotten op te slaan zodat het de hete zomers zou overleven. In een rapport uit de stad Nabburg uit 1474 is er sprake van bier dat men in München probeerde te brouwen met koude ondergisting. Pas laat in de negentiende eeuw werd het mogelijk een zuivere bovenwerkende giststam in cultuur te brengen en brak ondergistend bier pas echt door. In 1831 waren er in Pruisen nog 16.000 brouwerijen die bovengistend bier produceerden, in 1865 was dit aantal gezakt tot 7400. Het brouwen van lagerbieren werd niet overal geaccepteerd. In 1603 werd de koude vergisting in de ban geslagen door de gemeentelijke autoriteiten van Keulen in samenspraak met de brouwers. Keulen heeft een mild klimaat en de brouwers vonden het koud lageren niet nodig. Ook tegenwoordig worden de Kölsch van Keulen en de Alt van Düsseldorf nog steeds bovengistend gebrouwen.

## Biersoorten
Hoewel volgens het Reinheitsgebot enkel gerste- en tarwemout, water, hop en gist mag gebruikt worden, zijn er in de loop van de jaren door verschillende brouwtechnieken en aantal soorten ontstaan die door de meeste brouwerijen geproduceerd worden:
- Pils (Pilsener, Pilsner), blond, ondergistend bier met een alcoholpercentage tussen 4 en 5,2%, oorspronkelijk gebrouwen in het Tsjechische Pilsen en het populairste bier in Duitsland.
- Weizenbier, een bier van hoge gisting met een alcoholpercentage tussen 5 en 5,6%, meestal blond en soms donker. Kenmerkend is behalve het gebruik van gerstemout ook tarwemout. Overwegend in Zuid-Duitsland verspreid. Er is gefilterde (Kristallweizen) of ongefilterde (Hefeweizen).
- Helles, een strogeel tot goudgeel bier met een alcoholpercentage rond 4,9%, volmout en weinig gehopt dat voornamelijk in Zuid-Duitsland en Oostenrijk gedronken wordt.
- Starkbier, een algemene benaming voor bieren met een hoger alcoholgehalte zoals Bockbieren zoals Bock, Doppelbock of Weizenbock en het in Duitsland zeldzamere Porter.
- Export, door veel brouwerijen als Premium op de markt gebracht. Een bier van lage gisting met een alcoholpercentage meestal boven 5% en kan blond of bruin zijn. Export wordt gebrouwen volgens traditionele Dortmunder, Münchner of Wiener brouwmethoden.
- Kölsch, een naam die enkel kan gedragen worden door bieren die in Keulen gebrouwen worden (en de brouwerijen buiten het Keuls stadsgebied, die de regels van de Kölsch-Konvention ondertekend hebben). Dit bovengistend bier is blond, gefilterd en met een alcoholpercentage van 4,8%.
- Altbier, een amberkleurig bitter bier van hoge gisting van 4,8% dat zijn oorsprong in de regio Nederrijn vond en nog steeds populair is in Düsseldorf.
- Schwarzbier, een donkerbruin bier van lage gisting met een alcoholpercentage tussen 4,8 en 5%, gebrouwen met donkere en geroosterde mout wat het bier zijn typisch geroosterde smaak geeft. Het bier wordt overwegend in Midden-Duitsland gebrouwen.
- Dunkelbier, een algemene benaming voor amberkleurige of bruine bieren. Bijzondere Dunkelbieren zijn de alcoholarme Malzbieren of Karamelbieren.
- Berliner Weiße, een licht zuur bovengistend bier met een alcoholpercentage van 2,8% met oorsprong in Berlijn en omgeving. Het bier wordt gewoonlijk gemengd en wordt dan rood (met frambozensap of -siroop) of groen (met lievevrouwebedstrosap of -siroop) geschonken.
- Märzen, een seizoensbier met een hoger alcoholgehalte dat in de winter (tot maart) gebrouwen werd om te drinken tijdens de zomerfeesten.
- Gose, een bovengistend blond tarwebier dat zurig en verfrissend smaakt, oorspronkelijk uit Saksen en Thüringen en nu nog in Leipzig gebrouwen. Men drinkt het zoals Berliner Weiße meestal gemengd, met komijnlikeur of bessensap.
- Rauchbier, ondergistend bier gebrouwen met gerookte mout dat zijn oorsprong heeft in Bamberg.
- Zwickelbier, omvat bieren zoals Kellerbier en Zoigl, ongefilterde en troebele bieren, vooral in de regio Frankenland.
- Spezialbier, omvat een aantal biersoorten, meestal van bovengisting, zoals Emmerbier, Roggenbier, Braunschweiger Mumme, …

## Cijfers 2013
- Bierproductie: 94,365 miljoen hl (hoogste in Europa en vierde wereldwijd)
- Export: 15,091 miljoen hl
- Import: 6,306 miljoen hl
- Bierconsumptie: 85,588 miljoen hl (hoogste in Europa en vijfde wereldwijd)
- Bierconsumptie per inwoner: 107 liter
- Actieve brouwerijen: 1349 (668 microbrouwerijen[1])[2]

## Brouwerijen
Van de 1408 brouwerijen in Duitsland (2016) bevinden er zich 623 in Beieren. Alles tezamen  brouwen ze 5000 verschillende bieren en inclusief seizoensbieren, mixbieren en niet-alcoholische bieren  komt men zelfs op circa 7000 verschillende bieren. Sinds 1985 ontstonden meer dan 400 brouwpubs. 28 brouwerijen brouwen meer dan 1 miljoen hectoliter per jaar. Enkel een dertigtal brouwerijen zijn nationaal actief, 300 andere enkel regionaal terwijl een duizendtal brouwerijen enkel lokaal hun bier verkopen.

Zeven Duitse brouwerijgroepen staan in de Top-40 van brouwerijen wereldwijd (volgens brouwvolume):
- Radeberger Gruppe (plaats 20, 11,5 miljoen hl)
- Oettinger Brauerei (plaats 24, 8,6 miljoen hl)
- Bitburger Braugruppe (plaats 30, 6,8 miljoen hl)
- Krombacher Brauerei (plaats 32, 6,1 miljoen hl)
- Paulaner Brauerei Gruppe, een fusie van de Brau Holding International en de Paulaner Brauerie (plaats 33, 5,7 miljoen hl) (sinds 2017, eigendom van de Schörghuber Unternehmensgruppe met 70% en Heineken met 30%)
  - Paulaner Brauerei Gruppe
  - Kulmbacher Brauerei Gruppe
  - Südwest Gruppe
- Warsteiner Brauerei (plaats 38, 3,8 miljoen hl)
- Brauerei C & A Veltins (plaats 39, 2,9 miljoen hl)

Begin jaren 2000 kwamen een aantal Duitse brouwerijen in handen van AB InBev.
- AB InBev Deutschland (8 miljoen hl)
  - Löwenbräu, Munchen (sinds 2004)
  - Spaten-Franziskaner-Bräu, Munchen (sinds 2004)
  - Gilde Gruppe (sinds 2003)
    - Gilde Brauerei, Hannover
    - Hasseröder Brauerei, Wernigerode

  - Diebels Brauerei, Issum (sinds 2001)
  - Haake-Beck, Bremen (sinds 2002)
  - Brauerei Beck & Co, Bremen (sinds 2002)

## Bieren
Met een bierproductie van 88 miljoen hl (2016) staat Duitsland weliswaar op de eerste plaats in Europa en de derde plaats wereldwijd maar dit is nog circa 25 miljoen hectoliter minder dan de productie in het recordjaar 1992. 16 miljoen hl van het Duitse bier wordt geëxporteerd, hoofdzakelijk naar Italië, gevolgd door Frankrijk, Nederland, Verenigde Staten, Groot-Brittannië en Spanje.

### Best verkochte bieren (cijfers 2017)
De top-15 van best verkochte bieren in Duitsland in 2017 met ter vergelijking de verkoopcijfers van voorgaande jaren.
| Plaats | Bier         | 2017 (miljoen hl) | 2013 (miljoen hl) | 2011 (miljoen hl) | 2009 (miljoen hl) | 2006 (miljoen hl) | 1998 (miljoen hl) | Brouwerij                                         |
| ------ | ------------ | ----------------- | ----------------- | ----------------- | ----------------- | ----------------- | ----------------- | ------------------------------------------------- |
| 1      | Krombacher   | 5,76              | 5,36              | 5,39              | 5,38              | 5,16              | 4,48              | Krombacher Brauerei                               |
| 2      | Oettinger    | 4,94              | 5,79              | 6,21              | 6,59              | 6,65              | 2,38              | Oettinger Brauerei                                |
| 3      | Bitburger    | 3,7               | 3,68              | 4,03              | 3,85              | 4,16              | 3,95              | Bitburger Brauerei                                |
| 4      | Veltins      | 2,87              | 2,53              | 2,69              | 2,47              | 2,63              | 2,21              | Brauerei C & A Veltins                            |
| 5      | Beck's       | 2,51              | 2,36              | 2,75              | 2,83              | 3,03              | 1,78              | Brauerei Beck & Co (AB InBev)                     |
| 6      | Paulaner     | 2,39              | 2,25              | 2,23              | 2,16              | 2,15              | 1,71              | Paulaner Brauerei                                 |
| 7      | Warsteiner   | 2,15              | 2,25              | 2,72              | 2,85              | 3,33              | 4,67              | Warsteiner Brauerei                               |
| 8      | Radeberger   | 2,08              | 1,80              | 1,96              | 1,81              | 1,74              | 1,77              | Radeberger Exportbierbrauerei (Radeberger Gruppe) |
| 9      | Hasseröder   | 2,04              | 2,36              | 2,71              | 2,74              | 2,48              | 2,20              | Hasseröder Brauerei (AB InBev)                    |
| 10     | Erdinger     | 1,8               | 1,51              | 1,72              | 1,59              | 1,53              | 1,27              | Erdinger Weißbräu                                 |
| 11     | Augustiner   | 1,74              | 1,26              | 1,30              | 1,26              | 1,13              | niet gekend       | Augustiner-Bräu Wagner KG                         |
| 12     | Franziskaner | 1,25              | 1,20              | 1,20              | 1,09              | 1,15              | niet gekend       | Spaten-Franziskaner-Bräu GmbH (AB InBev)          |
| 13     | Jever        | 1,1               | 1,09              | 1,09              | 1,10              | 1,16              | 1,50              | Friesisches Brauhaus zu Jever (Radeberger Gruppe) |
| 14     | Krostitzer   | 1,05              | 0,8               | 0,61              | niet gekend       | 0,5               | 0,3               | Krostitzer Brauerei (Radeberger Gruppe)           |
| 15     | König        | 1                 | 1,17              | 1,29              | 1,31              | 1,88              | 2,02              | König-Brauerei (Bitburger Braugruppe)             |

### Populariteit (2017)
Pils is nog steeds de populairste biersoort met 62,5%, gevolgd door:
- Export (11,1%)
- Weizen (9,4%)
- Helles (5,3%)
- Dunkel & Schwarz (1,9%)
- Kölsch (1,8%)
- Alt (1,6%)
- Bock (0,6%)

## Bierfestivals (en volksfeesten)
- Het Oktoberfest in Munchen is het grootste ter wereld.
- Cannstatter Volksfest in Stuttgart
- Gäubodenvolksfest in Straubing
- Bergkirchweih in Erlangen
- Hanover Schützenfest
- Bremer Freimarkt